# صادق گشنی
صادق گشنی (زاده ۲۸ اوت ۱۹۸۶) یک بازیکن فوتبال اهل ایران است. 